# Giovanni Pietro Pinamonti
Giovanni Pietro Pinamonti S.J. (* 27 de dezembro de 1632 em Pistoia, Toscana, Itália; † 26 de junho de 1703 em Orta San Giulio ) foi um padre católico italiano e escritor de obras ascéticas.

## Vida
Giovanni Pietro Pinamonti entrou na Companhia de Jesus em 1647. Como missionário popular no centro e norte da Itália, foi companheiro de Paolo Segneri S.J. por 26 anos, a quem apoiou com autoridade. Junto com João Eudes e Joseph de Gallifet, ele é considerado o mais importante promotor da devoção ao Coração de Maria em sua época.

## Trabalhos (seleção)
- Exorcista rite edoctus, seu accurata methodus omne maleficiorum genus probe, ac prudenter curandi. 1712
- Director Spiritualis Seu Modus Dirigendi Animas In Via Perfectionis Christianae; Sumptus ex Doctrina Sanctorum & Magistris ejusdem Perfectionis
- La Religiosa in Solitudine: Opera, in Cui Si Porge Alle Monache Il Modo D'Impiegarsi Con Frutto Negli Esercizj Spirituali Di S. Ignazio (1704)
- Miraculum Miraculorum Sive Septem Excellentiae Sacrosancti Missae Officii: Totidem Considerationibus Una Cum Praxi Devote Audiendi Sacrum. - Nunc novis typis editae. - Dusseldorpii : Stahl, 1784. edição digitalizada da Universidade e Biblioteca Estadual Düsseldorf
- Il sacro cuore di Maria Vergine (também online em italiano ou espanhol)
- Tradução alemã de Der Weg zum Himmel, pavimentada pela apresentação dos obstáculos opostos e o caminho para superá-los. Organizado de acordo com o livro de "exercícios espirituais" em dez leituras.

## Trabalhos em Português
- A Alma religiosa - Meditações para um retiro espiritual. São Paulo: Cultor de Livros. 2022.
- Meditações sobre o Sofrimento. Rio de Janeiro: Editora Centro Dom Bosco. 2025.

## Literatura
- LThK Ed. 1932, Vol. VIII, Col. 281
- Giovanni Pietro Pinamonti nos arquivos da Pontifícia Universidade Gregoriana